# Championnats des États-Unis d'athlétisme 2009
Navigation
Sélections olympiques 2008 Championnats 2010
Les Championnats des États-Unis d'athlétisme 2009 ont eu lieu du 25 au 28 juin 2009 au stade Hayward Field de Eugene (Oregon). La compétition faisait également office de sélection pour les Championnats du monde de Berlin disputés du 15 au 23 août 2009.

## Résultats

### Hommes
| Épreuves                    | Or                              | Argent                             | Bronze                             |
| 100 m Vent : +3,1 m/s       | Michael Rodgers 9 s 91          | Darvis Patton 9 s 92               | Monzavous Edwards 10 s 00          |
| 200 m Vent : +3,3 m/s       | Shawn Crawford 19 s 73          | Charles Clark 20 s 00              | Wallace Spearmon 20 s 03           |
| 400 m                       | LaShawn Merritt 44 s 50         | Gil Roberts 44 s 93                | Kerron Clement 45 s 14             |
| 800 m                       | Nicholas Symmonds 1 min 45 s 86 | Khadevis Robinson 1 min 45 s 97    | Ryan Brown 1 min 46 s 67           |
| 1500 m                      | Lopez Lomong 3 min 41 s 68      | Leonel Manzano 3 min 41 s 82       | Dorian Ulrey 3 min 42 s 84         |
| 5000 m                      | Matt Tegenkamp 13 min 20 s 57   | Chris Solinsky 13 min 20 s 82      | Evan Jager 13 min 22 s 18          |
| 10 000 m                    | Galen Rupp 27 min 52 s 53       | Dathan Ritzenhein 27 min 58 s 59   | Tim Nelson 28 min 01 s 34          |
| 3000 m steeple              | Joshua McAdams 8 min 29 s 91    | Daniel Huling 8 min 32 s 86        | Kyle Alcorn 8 min 34 s 65          |
| 20 km marche                | Tim Seaman 1 h 26 min 14 s 26   | Patrick Stroupe 1 h 26 min 41 s 44 | Benjamin Shorey 1 h 27 min 17 s 59 |
| 110 m haies Vent : +1,7 m/s | David Payne 13 s 12             | Terrence Trammell 13 s 12          | Aries Merritt 13 s 15              |
| 400 m haies                 | Bershawn Jackson 48 s 03        | Johnny Dutch 48 s 18               | Angelo Taylor 48 s 30              |
| Saut en hauteur             | Tora Harris 2,31 m              | Andra Manson Keith Moffatt 2,28 m  | —                                  |
| Saut à la perche            | Brad Walker 5,75 m              | Jeremy Scott Derek Miles 5,75 m    | —                                  |
| Saut en longueur            | Dwight Phillips 8,57 m          | Brian Johnson 8,26 m               | George Kitchens 8,23 m             |
| Triple saut                 | Brandon Roulhac 17,44 m (vf)    | Walter Davis 16,84 m               | James Jenkins 16,79 m (vf)         |
| Poids                       | Christian Cantwell 21,82 m      | Dan Taylor 21,21 m                 | Reese Hoffa 21,10 m                |
| Disque                      | Casey Malone 64,99 m            | Jarred Rome 63,48 m                | Ian Waltz 61,91 m                  |
| Marteau                     | A. G. Kruger 75,31 m            | Thomas Freeman 74,64 m             | Michael Mai 73,80 m                |
| Javelot                     | Chris Hill 83,87 m              | Mike Hazle 82,06 m                 | Sean Furey 76,16 m                 |
| Décathlon                   | Trey Hardee 8 261 pts           | Ashton Eaton 8 075 pts             | Jake Arnold 7 984 pts              |

### Femmes
| Épreuves                    | Or                               | Argent                          | Bronze                          |
| 100 m Vent : +3,3 m/s       | Carmelita Jeter 10 s 78          | Muna Lee 10 s 78                | Lauryn Williams 10 s 96         |
| 200 m Vent : +3,2 m/s       | Allyson Felix 22 s 02            | Muna Lee 22 s 13                | Marshevet Hooker 22 s 36        |
| 400 m                       | Sanya Richards 50 s 05           | Debbie Dunn 50 s 79             | Jessica Beard 50 s 81           |
| 800 m                       | Hazel Clark 2 min 00 s 79        | Geena Gall 2 min 01 s 01        | Phoebe Wright 2 min 01 s 12     |
| 1500 m                      | Shannon Rowbury 4 min 05 s 07    | Christin Wurth 4 min 06 s 00    | Anna Willard 4 min 07 s 70      |
| 5 000 m                     | Kara Goucher 15 min 20 s 94      | Jennifer Rhines 15 min 26 s 92  | Angela Bizzarri 15 min 33 s 02  |
| 10 000 m                    | Amy Begley 31 min 22 s 69        | Shalane Flanagan 31 min 23 s 43 | Katie McGregor 32 min 08 s 04   |
| 3000 m steeple              | Jennifer Barringer 9 min 29 s 38 | Anna Willard 9 min 35 s 01      | Bridget Franek 9 min 36 s 74    |
| 20 km marche                | Teresa Vaill 1 h 37 min 12 s 84  | Joanne Dow 1 h 39 min 59 s 32   | Maria Michta 1 h 41 min 16 s 24 |
| 100 m haies Vent : +2,2 m/s | Dawn Harper 12 s 36              | Virginia Powell 12 s 47         | Damu Cherry 12 s 58             |
| 400 m haies                 | Lashinda Demus 53 s 78           | Sheena Tosta 54 s 54            | Tiffany Williams 55 s 18        |
| Saut en hauteur             | Chaunte Howard 1,95 m            | Amy Acuff 1,95 m                | Sharon Day 1,95 m               |
| Saut à la perche            | Jennifer Stuczynski 4,65 m       | Chelsea Johnson 4,60 m          | Stacy Dragila 4,55 m            |
| Saut en longueur            | Brittney Reese 7,09 m (vf)       | Brianna Glenn 6,82 m (vf)       | Funmilayo Jimoh 6,77 m          |
| Triple saut                 | Shakeema Welsch 14,30 m (vf)     | Erica McLain 13,91 m (vf)       | Toni Smith 13,90 m (vf)         |
| Poids                       | Michelle Carter 18,03 m          | Jillian Camarena 17,94 m        | Kristin Heaston 17,88 m         |
| Disque                      | Stephanie Brown Trafton 64,25 m  | Aretha Thurmond 62,51 m         | Rebecca Breisch 62,08 m         |
| Marteau                     | Jessica Cosby 72,04 m            | Amber Campbell 68,92 m          | Erin Gilreath 68,08 m           |
| Javelot                     | Kara Patterson 63,95 m           | Rachel Yurkovich 59,31 m        | Kim Kreiner 58,00 m             |
| Heptathlon                  | Diana Pickler 6 290 pts          | Sharon Day 6 177 pts            | Bettie Wade 5 908 pts           |